# Leuciris distorta
Leuciris distorta är en fjärilsart som beskrevs av W. Warren 1894. Leuciris distorta ingår i släktet Leuciris och familjen mätare. Inga underarter finns listade i Catalogue of Life.